# Heck-boskap

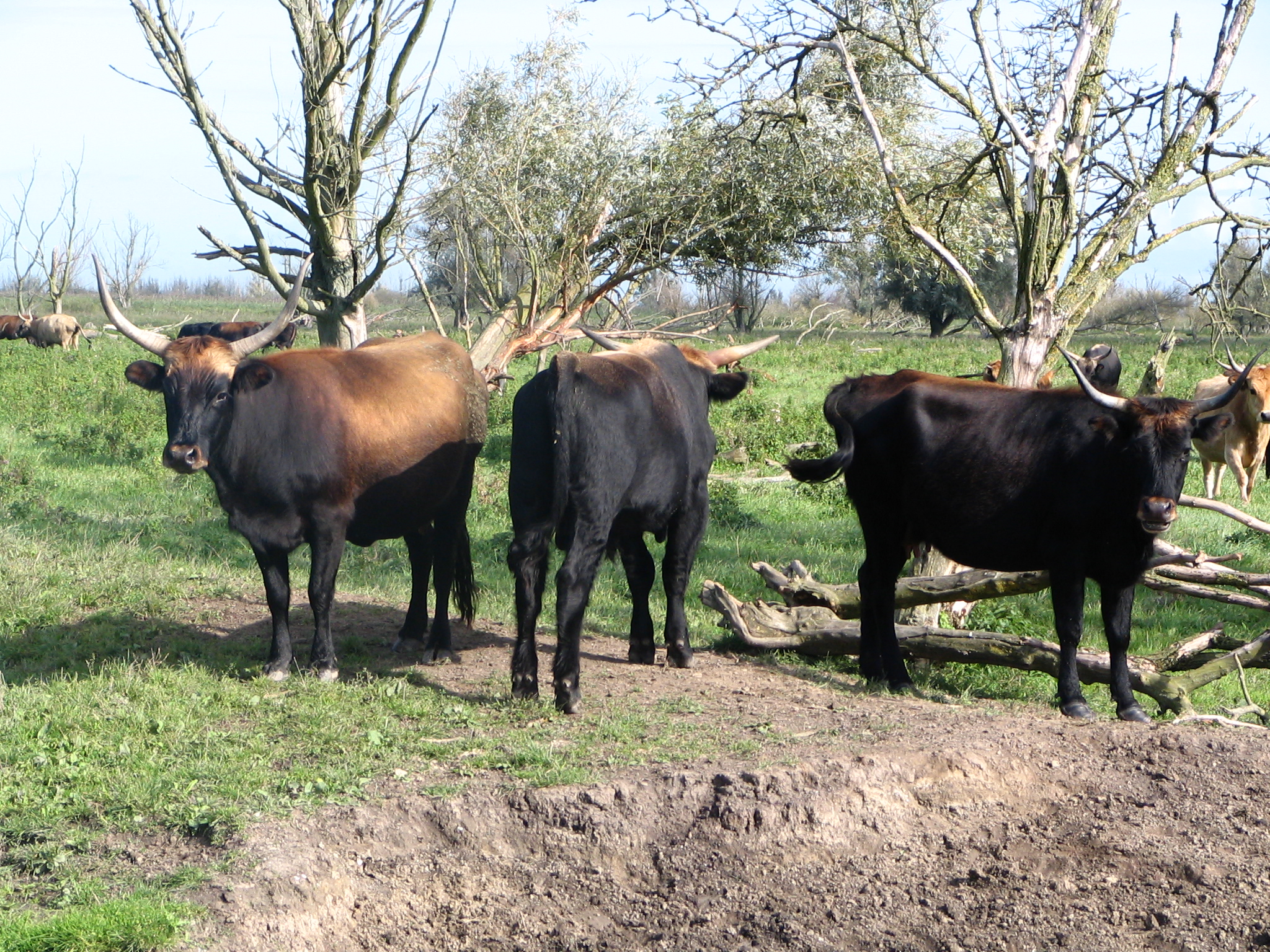
Heck-boskap

Heck-boskap är en ras av nötboskap som avlades fram med målet att återskapa den utdöda uroxen (Bos primigenius). Därför korsades flera gamla nötboskapsraser som hade flera egenskaper kvar av det ursprungliga vilda oxdjuret. Arbetet påbörjades av de tyska zoologerna Heinz och Lutz Heck under 1920-talet. Idag är det klart för nästan alla zoologer att det ursprungliga ändamålet, att rulla tillbaka hela domesticeringen, inte kan uppnås. Numera utvecklas heck-boskapen till en ras som fyller samma ekologiska nisch som uroxen.

## Historia
Bröderna Heck som var direktörer i djurparkerna i München respektive Berlin antog, att man inte kan tala om utrotning så länge det finns flera tusen släktingar till det vilda oxdjuret kvar. De korsade flera raser av nötkreatur med ursprungliga egenskaper, till exempel highland cattle, ungersk gråboskap samt några raser från Spanien och Korsika. Den nya rasen liknade efter en tid uroxen i utseende, men kan inte betraktas som pendang.
Efter andra världskriget fanns bara 39 individer kvar, främst från den bayerska avelslinjen. Fram till 1980-talet fortsattes aveln av enstaka entusiaster. Numera används rasen främst för vård av glest bebyggda landskap, och antalet individer uppskattas till mellan 2 000 och 3 000.